# Agnes de Frumerie

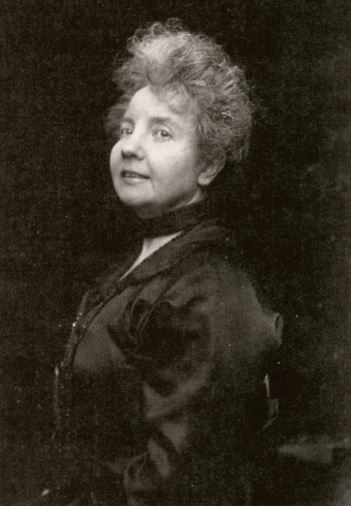
Agnes de Frumerie (1869–1937)

Agnes Eleonora Augusta Emilia de Frumerie, geborene Kjellberg (*  20. November 1869 in Skövde; † 2. April 1937 in Stockholm) war eine schwedische Künstlerin und Bildhauerin, welche einen Großteil ihres Lebens in Paris verbrachte und dort mit ihren Jugendstil-Skulpturen große Aufmerksamkeit errang.

## Leben und Wirken

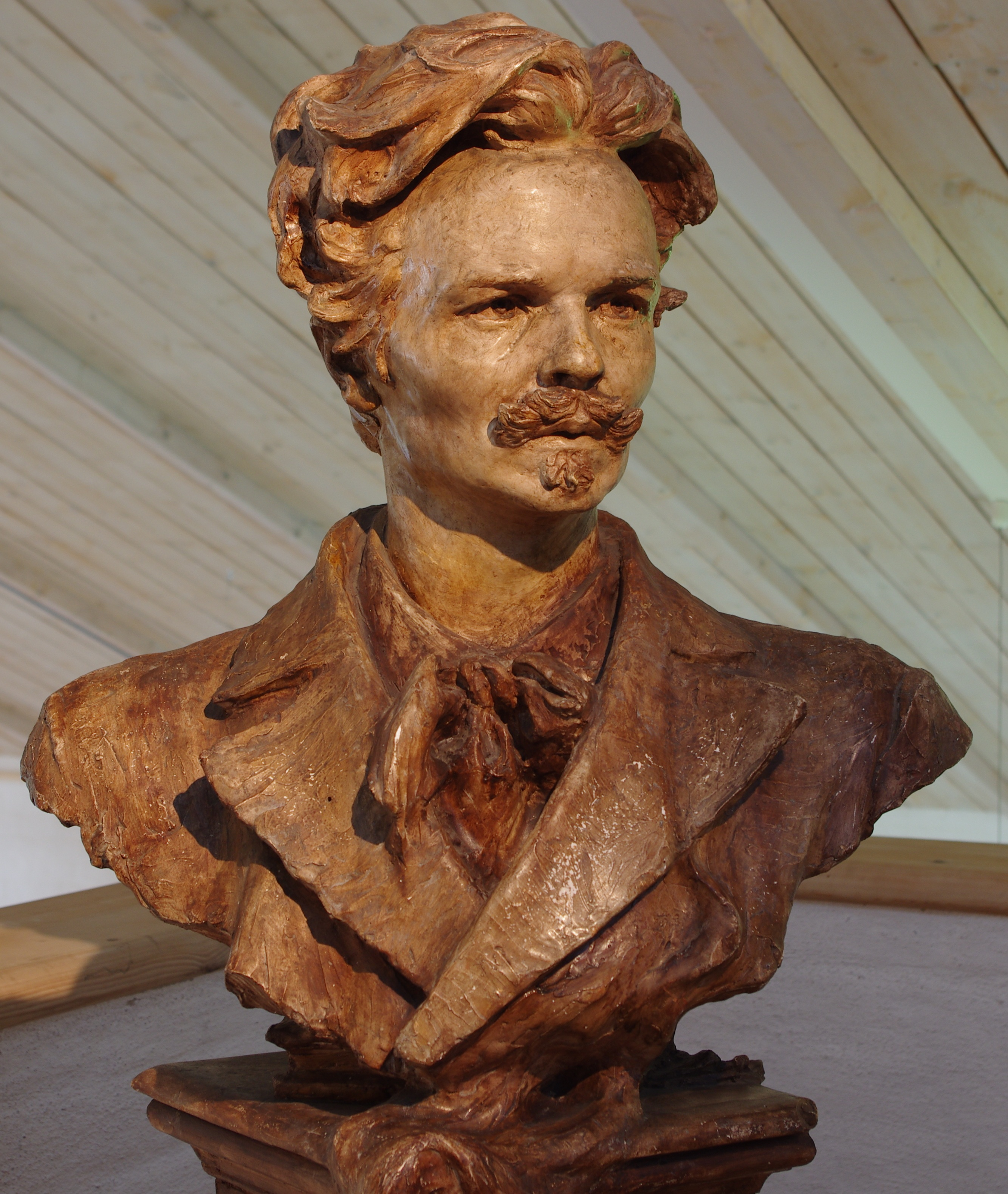
1895, Büste „August Strindberg“

Agnes Kjellberg wurde 1869 in Skövde (Västergötland) als die Tochter der schwedischen Musiklehrerin und Organistin Sophia Elisabeth Uddman (1835–1915) und des Agraringenieur Axel Viktor Uddman (1826–1885) geboren und wuchs bei ihren Großeltern in Vänersborg auf. Mit 14 Jahren begann sie die „Tekniska skolan“ in Stockholm zu besuchen und studierte von 1886 bis 1890 an der schwedische Kunstakademie in Stockholm zunächst Malerei, später wurde sie Schülerin des Bildhauers John Börjeson  (1835–1910). Während ihres Studiums arbeitete sie bereits mit am schwedischen Wachsfigurenkabinett (schwedisch Svenska Panoptikon, 1889–1924), machte ein Praktikum beim deutschen Bildhauer Otto Lessing (1846–1912) in Berlin und erhielt 1890 erste Auszeichnungen für ihre Skulpturengruppe schwedisch „Efter syndafloden“. 1892 erhielt sie ein Auslandsstipendium und heiratete 1893 den schwedischen Hauptmann und späteren Arzt Gustaf de Frumerie (1849–1936) in Paris.
In den folgenden Jahren studierte sie beim französischen Bildhauer François-Auguste-René Rodin (1840–1917) und machte sich in den Pariser Kunstsalons einen Namen mit zahlreichen Ausstellungen ihrer Skulpturen und Figurengruppen, darunter eine Kleopatra-Statue (1898), die Büstengruppe „Eine Frage“ (1900), die Figurengruppen „Die Gespenster“ (1904), „Poesie und Musik“ (1904), „Drei Klatschweiber“ (1905) sowie einem großen Kaminsims, mit Relieffiguren. Sie beteiligte sich u. a. an einigen Ausstellungen der Künstlerinnenvereinigung „Union des femmes peintres et sculpteurs“ und arbeitete zusammen mit dem französischen Keramikkünstler Edmond Lachenal (1855–1948). So fertigte sie verschiedene glasierte Vasen und Büsten an und stellte mit ihm 1900 auf der Weltausstellung in Paris aus. Durch ihre Mutter, welche zu dieser Zeit als Porträtmalerin in Paris tätig war, lernte sie den Schriftsteller August Strindberg (1849–1912) kennen und fertigte 1895 eine Bronzebüste von ihm an.

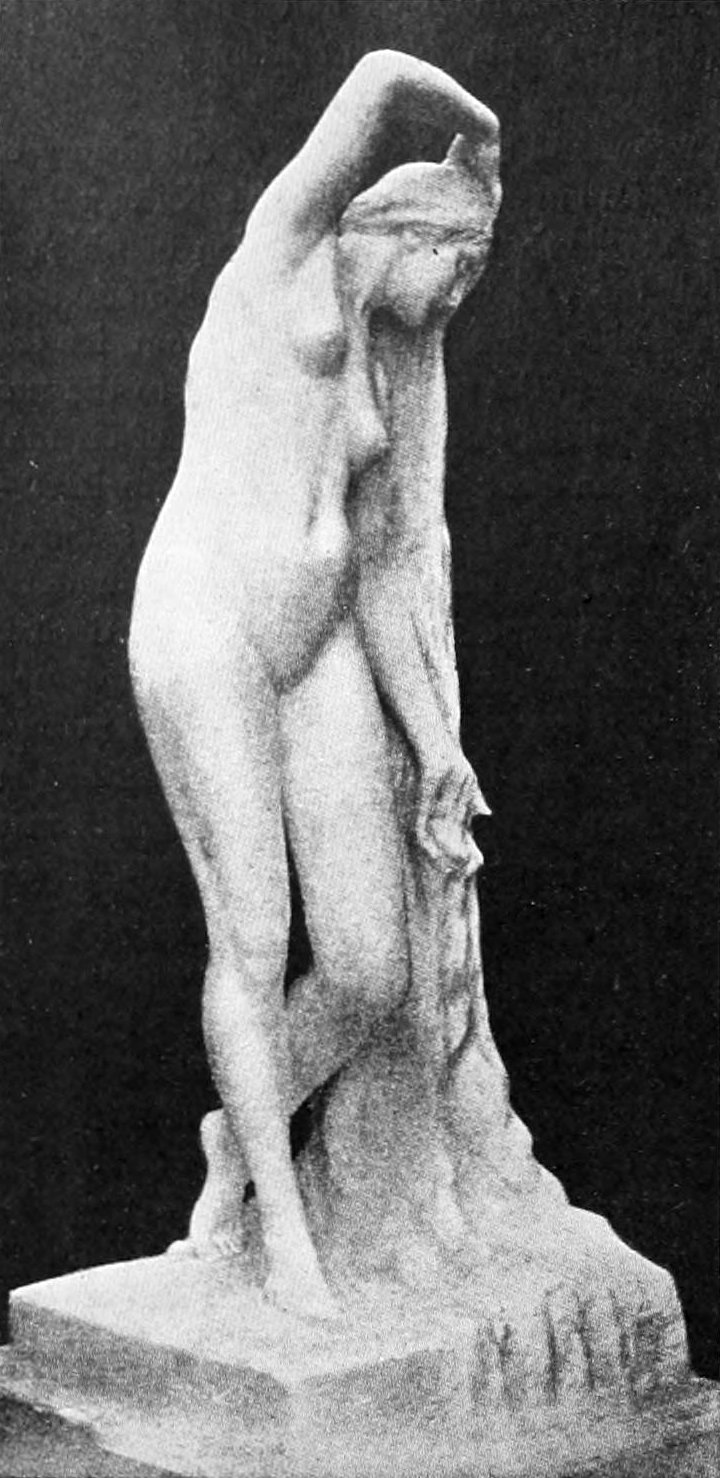
1895, „Aqua“
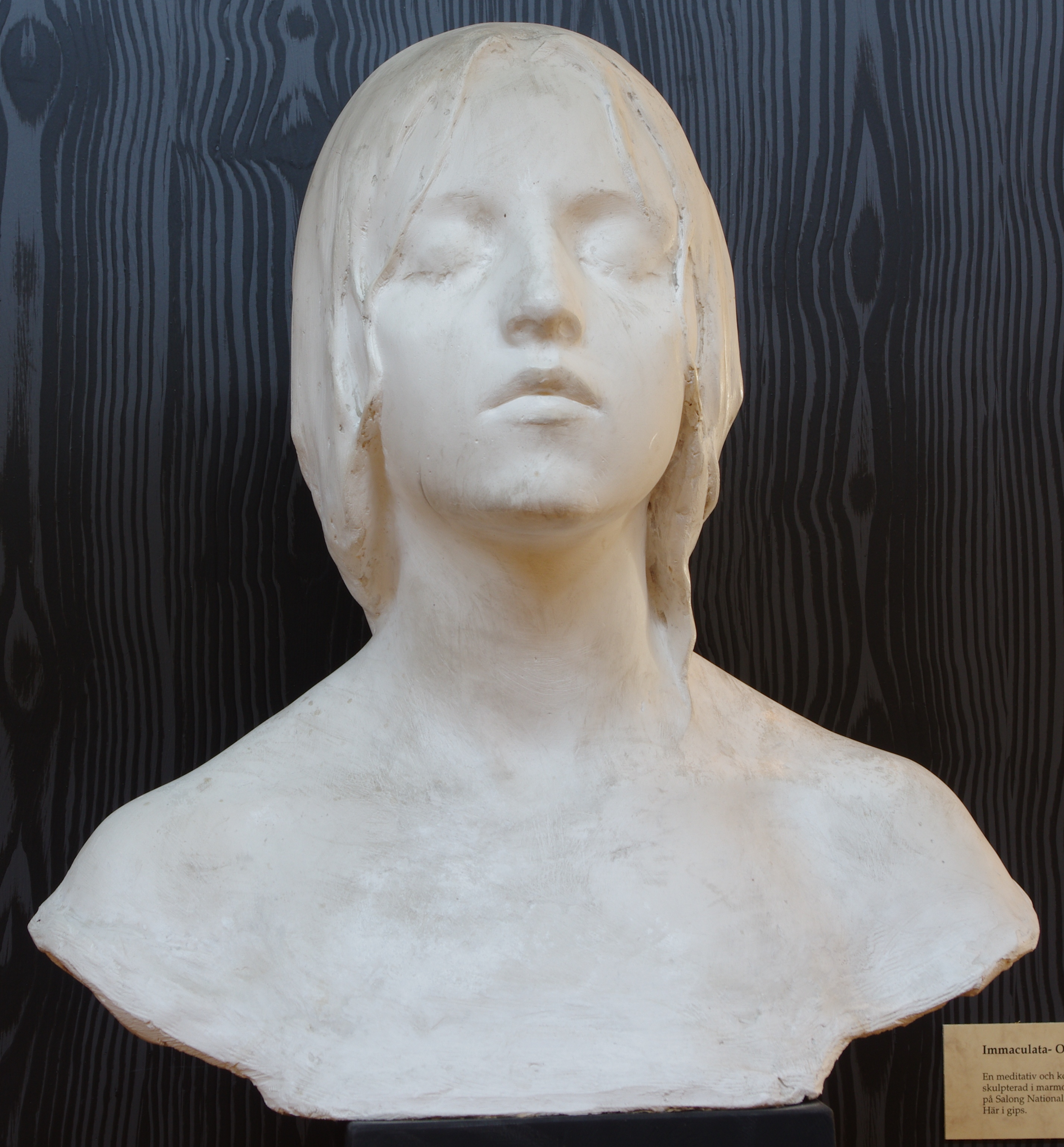
1897, „Immaculata“
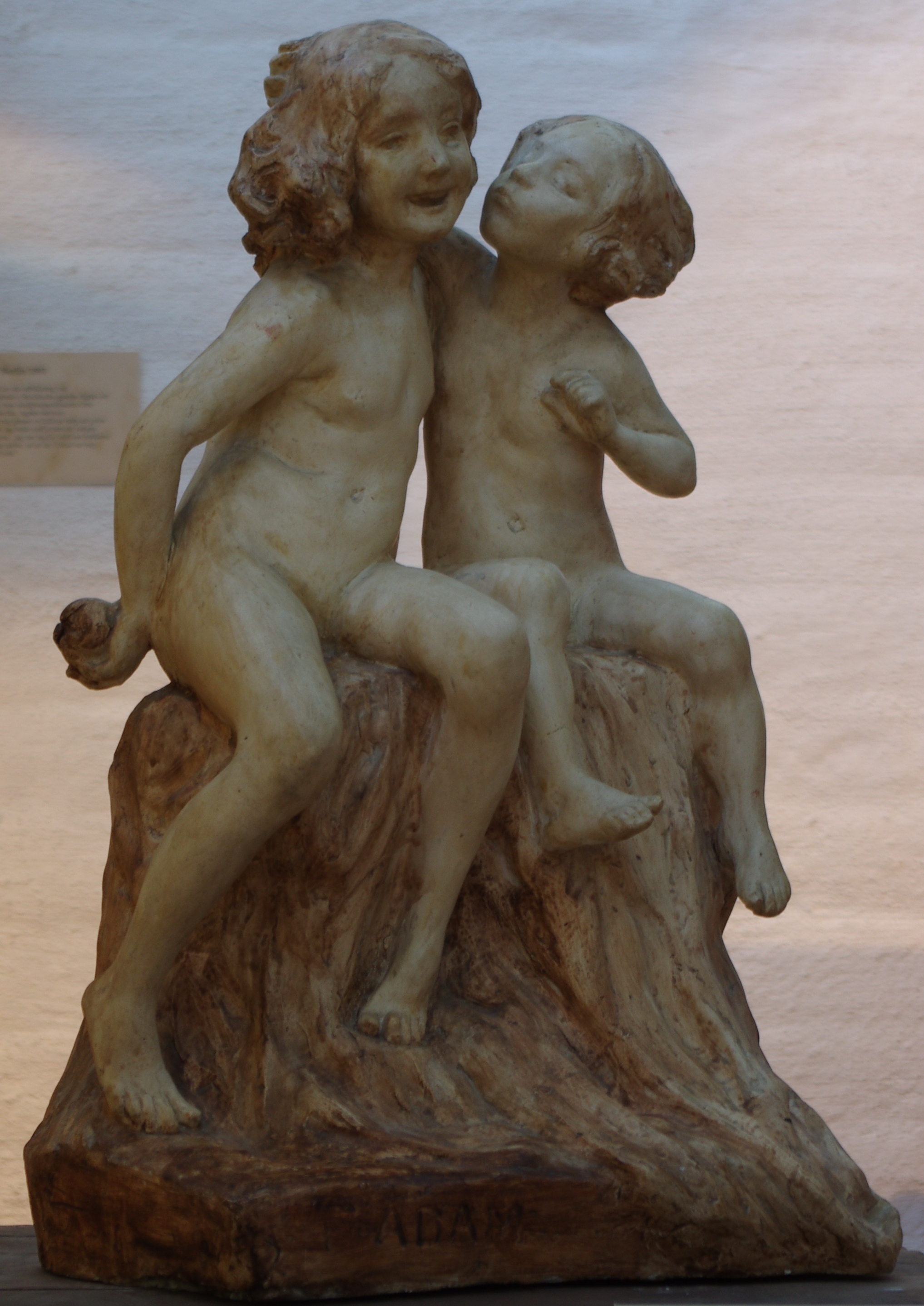
Figurengruppe „Adam“
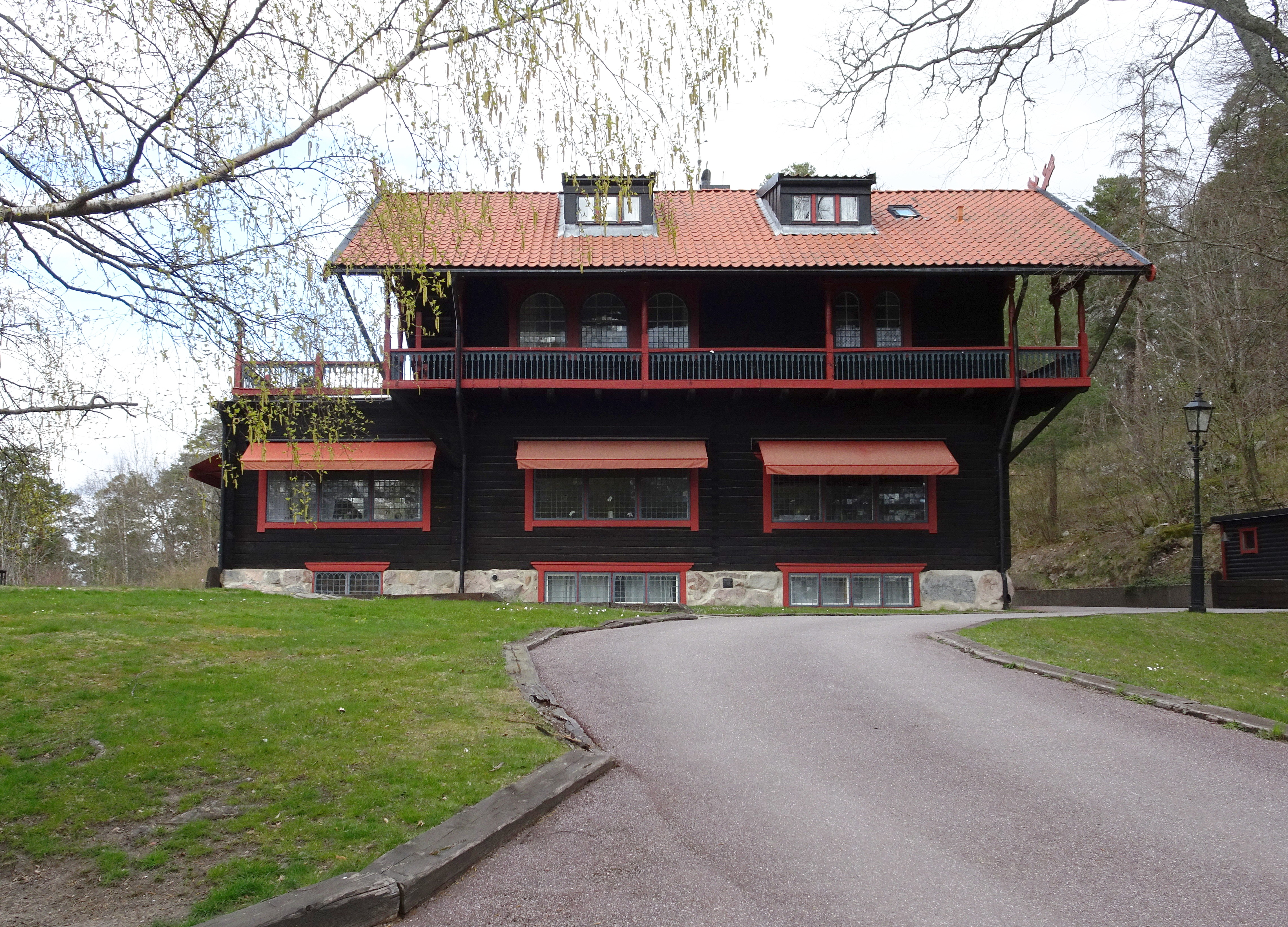
Villa Borgen bei Danderyd
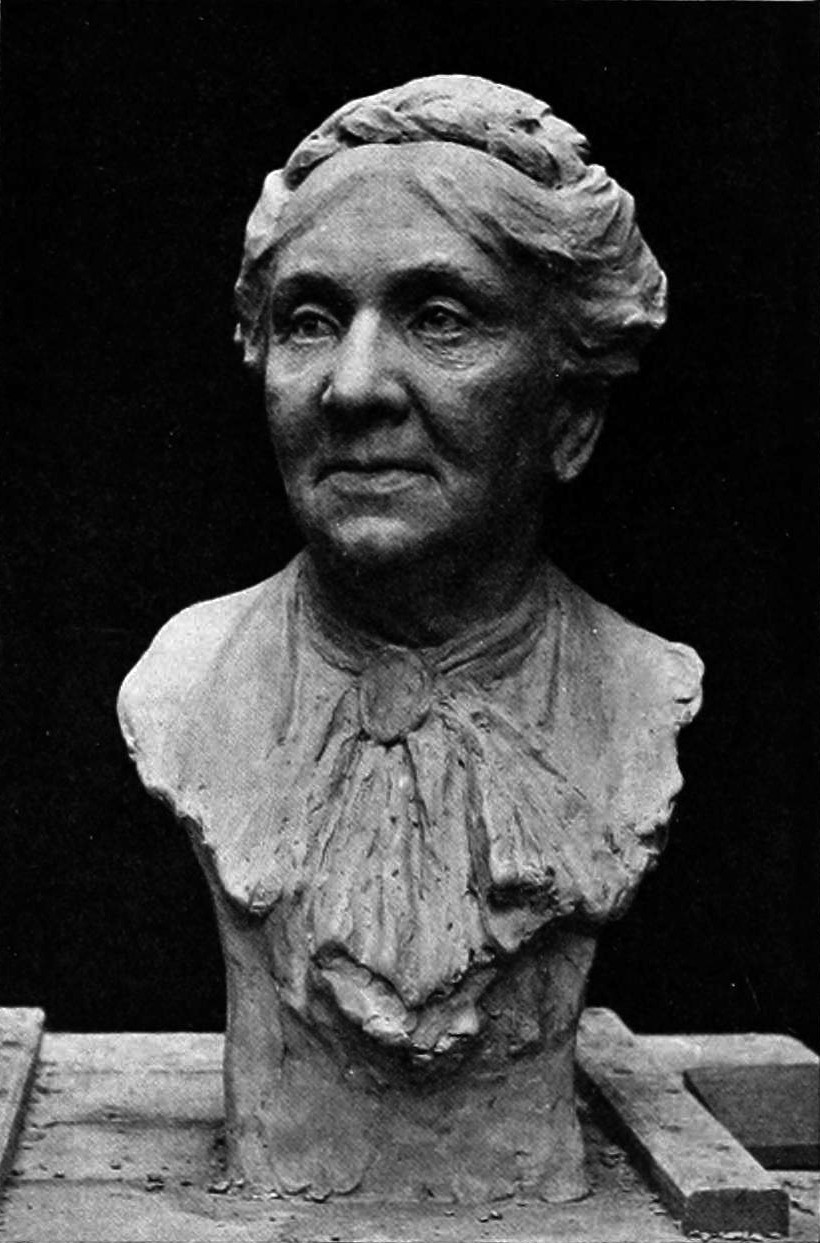
1914, Büste der Künstlerin
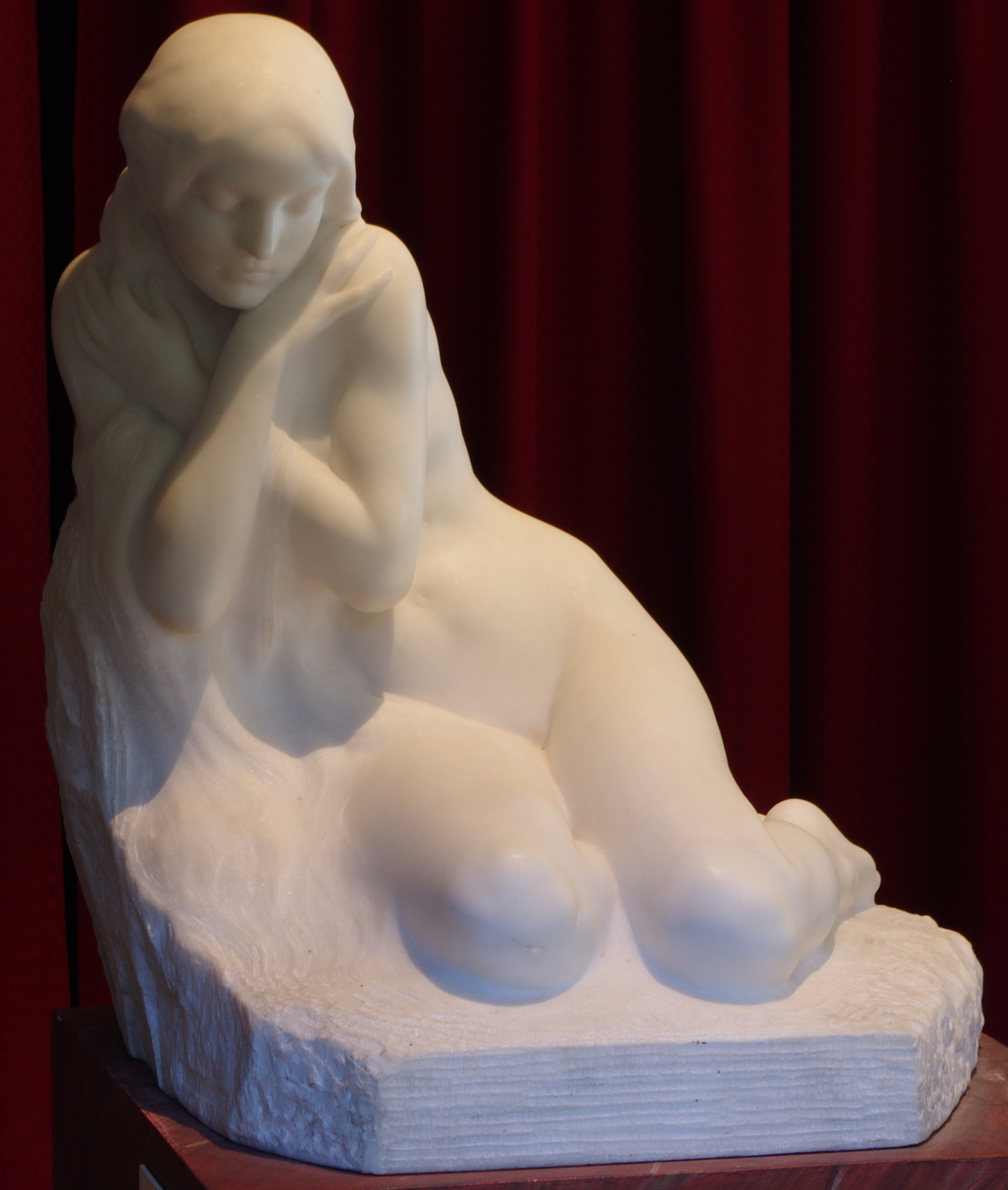
1921, „Jag fryser“

Während des Ersten Weltkriegs verbrachte sie ihre Zeit in der Villa Borgen bei Danderyd in Schweden und baute das Sommerhaus im altnordischen Stil aus, 1919 wurde es jedoch verkauft. 1925 kehrte sie endgültig nach Schweden zurück, wo sie bei Hindås eine Glashütte betrieb, in welcher sie mit Materialien aus Glas und Keramik (z. B. Pâte de verre) experimentierte; nach dem Vorbild des französischen Künstlers Albert Louis Dammouse (1848–1926), den sie während ihrer Zeit in Frankreich kennengelernt hatte. Ein später Erfolg blieb ihr allerdings verwehrt und auch ihr Haus in Hindås konnte nicht als Museum erhalten werden. Agnes de Frumerie verstarb 1937 in Stockholm und ist auf dem Friedhof Danderyd begraben. Heute verwahrt das Västergotland Museum in Skara einen Großteil ihres Nachlasses und hat Werke von ihr in die Ausstellung integriert.

## Werke(Beispiele)
- 1895, Bronzestatue „August Strindberg“ (Ausstellungsstück im schwedischen Nationalmuseum[9])
- 1900, glasierte Steingutbüste „Undine“ (Ausstellungsstück im schwedischen Nationalmuseum[10])
- 1905, glasierte Steingutgruppe „Großmütter“ (Ausstellungsstück im schwedischen Nationalmuseum[11])